# Chicken Race (日劇)
Chicken Race（日語：チキンレース）於2013年11月10日以單元劇形式，在日本收費民營電視臺WOWOW播出。由岡田惠和編劇、若松節朗執導，寺尾聰與岡田將生主演，並為WOWOW首次以4K解析度拍攝之戲劇。

## 劇情概要
二十七歲的神谷猛（岡田將生飾）出身醫生世家，父親和哥哥都是優秀的醫生。神谷卻因為連續幾年都考不上醫學院，只好在醫院擔任男護士。神谷負責照護的病人叫作飛田讓（寺尾聰飾），因為車禍昏迷了四十五年，神谷一邊照顧這位植物人，一邊吐露自己的心事，他和父親之間的心結，以及對美女護士的愛慕。「吵死人了！！」沒想到飛田的一句話震驚了所有人。但是沒有人比飛田更震驚，因為他萬萬沒想到自己一覺醒來，外貌與身體都來到了六十四歲，可是他的心智與記憶還停留在十九歲的叛逆飛車族。他唯一能信任的人就是這個愛碎唸的男護士，於是他們展開一趟有笑有淚的青春之旅，飛田要追回失去的四十五年，而神谷也因此明瞭人生的真義。

## 主要演員
飛田讓

寺尾聰 飾 (19歲：泉澤祐希 飾) 

在19歲的時候發生意外，住院了45年的昏迷患者。

神谷猛

岡田將生 飾  

新手護士，負責照顧病人飛田讓。

井口弘樹

松坂桃李 飾  

與飛田讓一見如故的不良分子。

櫻井久美

有村架純 飾  

神谷猛的護士同事。

神谷司

鹿賀丈史 飾  

神谷猛的父親，是一間大醫院的醫生。

清水真理

松坂慶子 飾 (19歲：藤井武美 飾)

飛田讓的初戀情人。

## 其他演員
- 大鷹明良
- 嶋尾康史
- 吉村卓也
- 柊子
- 西紗和子
- 稻葉大助
- 金尾哲夫
- 柳井楊子
- 羽村純子
- 吉井宇希

## 製作團隊
- 編劇：岡田惠和
- 導演：若松節朗
- 製作人：岡野真紀子、徳田雄久、渡邊良介
- 攝影：蔦井孝洋（日语：蔦井孝洋）
- 燈光：疋田ヨシタケ
- 聲音：山根剛
- 美術：山下杉太郎
- 音樂：住友紀人

## 獎項與榮譽
- 2014年東京國際戲劇節單發特別劇之優秀賞[4]

## 取景
- 久里浜医療センター（日语：国立病院機構久里浜医療センター）(久里浜醫療中心)
- 伊香保温泉(森秋旅館)（日语：伊香保温泉）
- 射的やまにや (射的-山仁屋)

## 外部連結
- 官方網站 （页面存档备份，存于）
- IMDb （页面存档备份，存于）